# Джуманьязов, Уразбай
Уразбай Джуманиязов (узб. O'razboy Jumaniyozov; 18 августа 1924) — красноармеец Рабоче-крестьянской Красной Армии, участник Великой Отечественной войны, Герой Советского Союза (1943).

## Биография
Уразбай Джуманьязов родился в 1924 году в одном из кишлаков нынешнего Сарковского сельсовета (ныне — Берунийский район Каракалпакстана) в крестьянской семье. Узбек. Получил начальное образование, после чего работал в колхозе. В сентябре 1942 года Джуманьязов был призван на службу в Рабоче-крестьянскую Красную Армию и направлен на фронт Великой Отечественной войны. К сентябрю 1943 года красноармеец Уразбай Джуманьязов был автоматчиком 985-го стрелкового полка, 226-й стрелковой дивизии, 24-го стрелкового корпуса, 60-й армии, Центрального фронта. Отличился во время битвы за Днепр.
В ночь с 25 на 26 сентября 1943 года Джуманьязов в составе группы сапёров переправился через Днепр в районе села Толокунская Рудня Вышгородского района Киевской области Украинской ССР и с ходу вступил в бой. Отвлекал огонь противника на себя, что способствовало успешному разминированию сапёрами прибрежной полосы. Поскольку Джуманьязов постоянно менял позиции, у противника создалось впечатление, что через реку переправился большой десант. Когда подошли подкрепления, Джуманьязов стал преследовать отступающего противника, лично уничтожив автоматным огнём около взвода солдат и офицеров противника.

## Награды
Указом Президиума Верховного Совета СССР от 17 октября 1943 года за «мужество и героизм, проявленные при форсировании Днепра и удержании плацдарма на правом берегу» красноармеец Уразбай Джуманьязов был удостоен высокого звания Героя Советского Союза. Орден Ленина и медаль «Золотая Звезда» он получить не успел, так как в декабре 1943 года пропал без вести.

## Память
- Памятник Джуманьязову установлен на его родине.
- В городе Беруни в его честь названы улица и школа[1].